# Screamo
Screamo is een muziekgenre dat buiten schreeuwzang vooral gekenmerkt wordt door de afwisseling van chaotische en melodieuze gitaarriffs. Vaak komen er ook rustige, instrumentale post-rock intermezzo's terug in de muziek. Deze zijn vaak een rechtstreekse invloed van shoegaze. Het genre is voortgekomen uit hardcore punk. De naam is een samentrekking van 'scream' (schreeuw) en 'emo' (emocore), maar moet niet te letterlijk genomen worden; in vele nummers wordt ook daadwerkelijk gezongen. Het gebruik van screams is dus geen echte vereiste, vaak is het een afwisseling of combinatie van de twee.

## Ontstaan
De oorsprong wordt gelegd in San Diego, waar het genre in de winter van 1991 geboren zou zijn in het plaatselijke Ché Café. Daar begonnen enkele bands een aparte vorm van emocore te spelen, die voor die tijd niet eerder gehoord was en ook moeilijk vergeleken kon worden met andere bands in het genre, zoals het destijds zeer bekende Embrace. De eerste bands waren vooral Swing Kids, Portraits of Past en Heroin. Bands die van grote invloed zijn geweest op het ontstaan van screamo zijn vooral straight-edge-hardcorebands uit Washington zoals Fugazi en The Nation of Ulysses, maar ook oudere post-punkbands zoals Joy Division en The Cure.
Na enkele jaren waaide het genre over naar andere delen van Amerika en doken bands als Saetia en Orchid op, die nog steeds gezien worden als hoogtepunten van het genre. Hierna begon screamo ook op te komen in Europa, met name Frankrijk en Italië.

## Misverstand
Er bestaan veel misverstanden over screamo. Door de naam van het genre wordt het door velen onterecht geassocieerd met bands die gebruikmaken van screams. Het zijn vaak post-hardcore- en metalcorebands die omschreven worden als screamo. Dit is onterecht, aangezien er bijvoorbeeld zelden metalinvloeden in de muziek terug te vinden zijn.